# Bandstaartbaardkolibrie
De bandstaartbaardkolibrie (Threnetes ruckeri) is een vogel uit de familie Trochilidae (kolibries). 

## Verspreiding en leefgebied
Deze soort komt voor van Guatemala tot Venezuela en Ecuador en telt drie ondersoorten:
- T. r. ruckeri: noordelijk en westelijk Colombia en oostelijk Ecuador.
- T. r. venezuelensis: noordwestelijk Venezuela.
- T. r. ventosus: van oostelijk Guatemala en Belize tot Panama.

## Status
De grootte van de populatie is in 2019 geschat op 0,5-5 miljoen volwassen vogels. Op de Rode lijst van de IUCN heeft deze soort de status niet bedreigd.  